# Paco Lodeiro
Francisco Javier Lodeiro Gómez más conocido como Paco Lodeiro (Caracas, 14 de junio de 1965) es un músico, presentador, actor y productor español.

## Biografía
Licenciado en Publicidad e ingeniero técnico de informática de gestión, Paco Lodeiro ha trabajado como profesor en la "Escola de Imaxe e Son da Coruña", en el "IES Rodolfo Ucha de Ferrol" y en el IES Fernando Wirtz Suárez de La Coruña como profesor de informática. Pero Lodeiro comenzó a hacerse famoso a comienzos de los años noventa como una cara conocida de la Televisión de Galicia. Allí presentó talk-shows y programas de entretenimiento, al tiempo que desenvolvía en paralelo una carrera como actor de producciones de ficción para televisión y, particularmente, como imitador y humorista en la radio: primero en el programa de Radio Voz "Corre Carmela que chove" y luego en Risoterapia, con Carlos Jiménez, Paco Lodeiro se hizo muy conocido por sus imitaciones de Francisco Vázquez, en aquellos tiempos, alcalde de La Coruña y también de Arsenio Iglesias.

## Televisión
Desde 2021 presenta la edición gallega del concurso Atrápame si puedes (+ de 700 programas).
En los veranos de 2019, 2020 y 2021 presenta y produce para TVG el talent Show A liga dos Cantantes Extraordinarios.
Entre septiembre de 2017 y junio de 2020 produce y dirige el programa concurso para Tvg Coma un Allo. (+500 pgms)
En el año 2017 produce para Tvg los formatos Peregrino y Tesouros no faiado y Buen Camino! para TVE; 
De abril de 2013 a diciembre de 2016 presenta y produce para TVG el formato de su creación Verbas Van. (+300 pgms)
Desde febrero de 2006 hasta enero de 2013 presentó y produjo la edición gallega de este formato.1.449 programas.
Desde el año 2001 hasta 2010 presentó ininterrumpidamente el concurso Cifras y Letras en Telemadrid  (con más de 1800 Programas). Este programa se emite o se ha emitido en las televisiones autonómicas de Aragón, Castilla-La Mancha, Andalucía, Comunidad Valenciana, Extremadura, Asturias, Castilla y León, Canarias y Galicia.
Desde 1991 ha presentado o participado en programas en Televisión de Galicia como "Fatal, Fatal, Fatal", "O téquele téquele", "Tardes con Ana", "¡Qué Serán?"
Es conocida también su faceta como actor, bien por su papel en series de ficción como Mareas Vivas, Terra de Miranda, Galicia Express o Libro de Familia (todas en TVG), como su participación en largometrajes como Arde Amor, Blanca Madison y Los muertos van deprisa.
Ha producido documentales y programas de televisión, por lo general relacionados con la música: "Pucho Boedo: un crooner na fin do mundo", "Satélites: unha orquestra de lenda" o "Sempre Pucho".

## Radio
Desde septiembre de 2012 participa  en el magacine matinal de la Radio Galega dirigido por Kiko Novoa ("Galicia por Diante"). Desde septiembre de  2019 la hora de radio es emitida simultáneamente  por Televisión de Galicia. 
Ha presentado magacines en Radiovoz ("El Expreso de Galicia") y en la Radio Galega ("Nunca Tal Oíra"). Pero en este medio su faceta más conocida es la del análisis diario de la actualidad en clave de humor. Primero en el grupo "Corre Carmela Que Chove" y desde 1997 en el dúo "Risoterapia", con Carlos Jiménez, en la Radio autonómica de Galicia.

## Música
En 2021 publica pezas Extraordinarias, una selección de temas clásicos de la música gallega con arreglos jazzísticos para cuarteto en colaboración con los participantes del programa de televisión de A Liga dos Cantantes extraordinarios.
Participa en el espectáculo Hei Cantar con Rosa Cedrón y Miguel Ladrón de Guevara, en el que realizan conciertos de temas clásicos de la música gallega y boleros con Bandas de Música.
En 2016 lanza el disco "Cantando a Galicia" con Rosa Cedrón y Sito Sedes. Esta grabación origina también una gira del mismo nombre con actuaciones en directo.
Ha publicado dos discos como solista: "Marea Interior" y "Magia Negra". Ha cantado como voz invitada en discos de Los Tamara y Orquesta los Satélites.
Es el autor junto a Gastón Rodríguez de los temas musicales de la serie de tv Libro de Familia.
Es una de las voces de "La Sonora Callejera", divertido y ecléctico grupo musical compuesto por un número variable de músicos en el que participan Mario Mosteiro (Ex tractor amarillo), Pulpiño Viascom (Ex Jarbanzo Nejro), Miguel Ladrón de Guevara, Mangüi (ex diplomáticos de Monte Alto), Juanjo Ramos (Los Secretos).
También versiona temas conocidos adaptando las letras con fines humorísticos. Resultó especialmente relevante la versión de Pedro Navajas contando el robo del Códice Calixtino por parte del electricista de la Catedral de Santiago, La dedicada a Bobby Farrel, fallecido cantante del grupo Boney M.

## Trayectoria

### Presentador de televisión
- Fatal, fatal, fatal
- Xogando coas letras
- Pequeno gran Show
- O téquele téquele
- Café café
- salsa Verde
- Selección Galega
- Tardes con Ana
- ¡Qué serán?
- Cifras y letras
- Cifras e letras
- Verbas Van'
- A liga dos cantantes extraordinarios
- A bola Extra
- Atrápame se podes

### Actor para televisión
- Mareas vivas
- Galicia Exprés
- Terra de Miranda
- Libro de familia

### Actor en largometrajes
- Arde amor
- Blanca Madison
- Los muertos van deprisa

### Formatos de Televisión.
- Xa hai que foi
- Verbas Van
- Laretando
- Peregrinos
- Buen Camino
- Tesouros no Faiado
- Coma un allo
- Cacho can
- A Liga dos Cantantes Extraordinarios
- Malicia Noticias

### Presentador de radio
- El Expreso de Galicia
- Nunca tal oíra
- Risoterapia
- Corre carmela que chove
- Galicia por Diante.

### Productor de documentales
- Pucho Boedo, un crooner na fin do mundo
- Os Satélites, unha orquestra de lenda
- O gardarríos, a loita dun rebelde.
- Sempre Pucho

### Como músico

#### Discografía
- Marea interior
- Magia negra
- Agora e Sempre con Os Tamara
- Sempre Pucho con Os Satélites
- Cantando a Galicia Con Rosa Cedrón e Sito Sedes

## Premios
| Premios                        | Año  | Categoría                                    | Resultado |
| ------------------------------ | ---- | -------------------------------------------- | --------- |
| Academia Galega do Audiovisual | 2007 | Mejor Comunicador                            | Ganador   |
| Premios de la Academia de TV   | 2006 | Mejor Programa de entretenimiento Autonómico | Ganador   |
| Premio Diputación de La Coruña | 1999 | Mejor guion (de "Apropósitos")               | Ganador   |